# Ugly Betty
Ugly Betty è una serie televisiva statunitense, prodotta dal 2006 al 2010 e trasmessa da ABC.
In Italia la serie debuttò inizialmente in prima visione assoluta su Italia 1 nel 2007, per poi passare alla pay TV grazie agli ottimi ascolti. A partire dalla seconda stagione, la serie venne trasmessa dapprima a pagamento da Fox Life, e in seguito in chiaro da Italia 1.
La serie è un rifacimento di una telenovela colombiana del 1999, ideata da Fernando Gaitán e intitolata Yo soy Betty, la fea. La protagonista Betty è interpretata da America Ferrera, affiancata nel cast principale da Eric Mabius, Vanessa L. Williams e Becki Newton.

## Trama
Betty Suarez è una giovane ragazza (neolaureata nel non troppo prestigioso Queens College) di origini messicane, che vive nel Queens con la sua famiglia composta dal padre Ignacio (cardiopatico), dalla sorella Hilda (ragazza madre) e dal nipotino Justin. I quattro conducono una vita semplice, e sono assillati da molti problemi economici.
Nonostante il suo aspetto non attraente né femminile (in particolare anche per via dell'apparecchio ai denti e del pessimo gusto nell'abbigliamento), Betty riesce a ottenere un posto nel campo dell'editoria diventando l'assistente personale del redattore capo di MODE (il magazine della moda per eccellenza), Daniel Meade. Ma Betty non è stata scelta per il suo curriculum, poiché Bradford Meade, magnate dell'editoria e padre di Daniel, infatti, l'ha voluta come assistente del figlio per evitare che Daniel (dongiovanni incallito e scapestrato) se la portasse a letto e, invece, cominciasse ad assumersi delle responsabilità.
Betty non avrà vita facile a MODE: scoprirà subito che nel mondo della moda l'apparenza è tutto, che la sua umiltà e timidezza non vengono apprezzate, e avrà difficoltà a fare nuove amicizie sul lavoro e i suoi colleghi (tra cui il perfido direttore creativo Wilhelmina Slater, desiderosa di occupare il posto di Daniel, il suo infido e presuntuoso assistente Marc e la receptionist Amanda, bella e stupida) cercheranno di sabotarla e umiliarla per farla andare via in tutti i modi. Ciò nonostante fa amicizia con Christina McKinney (la stilista di MODE) e anche con lo stesso Daniel che, se all'inizio non la voleva come assistente, nel corso già della prima stagione diventa suo ottimo amico e confidente, sentendosi spronato a fare qualcosa di rilevante nella sua vita. La serie ha dei toni comici ma nasconde lati drammatici e persino noir, considerando i numerosi segreti della famiglia Meade che vengono svelati nel corso della prima stagione, e le complesse vicissitudini della famiglia Suarez. Wilhelmina viene più volte estromessa dalla compagnia Meade per la sua indole spregiudicata, ma riuscirà a rientrarvi dimostrando di aspettare un figlio da Bradford, e poi anche con vari altri sotterfugi.
Betty trova l'amore con un contabile di nome Henry, ma il rapporto terminerà nella seconda stagione a causa del ritorno della ex di lui incinta. Nella terza stagione, Betty affronta un duro percorso per diventare redattore, ed effettivamente alla fine della stagione viene promossa a questo ruolo, suscitando l'invidia degli altri assistenti. All'inizio della quarta stagione, continuamente ostacolata e presa di mira anche perché tutti credono abbia ottenuto il posto per raccomandazione da parte di Daniel, troverà infine il coraggio di farsi più spavalda e sicura di sé per rivestire il proprio ruolo, anche cambiando look (per quanto Marc e Amanda, seppur più bonariamente, continueranno a prenderla in giro fino alla fine); nello stesso periodo Daniel sperimenta cosa significa tenere a una persona e perderla, con la morte della dolce insegnante Molly della quale si era innamorato, mentre Betty vivrà una tormentata relazione con il giovane "figlio di papà" Matt Hartley, che alla fine, ispirato da lei, rinuncia alla sua vita agiata per fare volontariato in Africa. Nonostante i continui pasticci, alla fine della serie Betty è ormai sulla via del successo a Mode, ma trova la forza di ritrovare il suo sogno originario e lasciare il mondo della moda per lavorare a Londra alla guida di una testata che si occupa di giornalismo vero e proprio. Daniel, che nel corso della serie è maturato e ha conosciuto sia l'amore che il dolore, si ritirerà, lasciando infine il controllo di Mode alla ormai "redenta" Wilhelmina, per cominciare una nuova vita anche lui a Londra, e lasciando intuire che tra lui e Betty possa nascere qualcosa.

## Episodi
| Stagione         | Episodi | Prima TV originale | Prima TV Italia |
| ---------------- | ------- | ------------------ | --------------- |
| Prima stagione   | 23      | 2006-2007          | 2007            |
| Seconda stagione | 18      | 2007-2008          | 2008            |
| Terza stagione   | 24      | 2008-2009          | 2009            |
| Quarta stagione  | 20      | 2009-2010          | 2010            |

## Personaggi e interpreti
- Betty Suarez (stagioni 1-4), interpretata da America Ferrera, doppiata da Letizia Scifoni.
- Daniel Meade (stagioni 1-4), interpretato da Eric Mabius, doppiato da Niseem Onorato.
- Wilhelmina Slater (stagioni 1-4), interpretata da Vanessa L. Williams, doppiata da Roberta Greganti.
- Marc St. James (stagioni 1-4), interpretato da Michael Urie, doppiato da Luigi Morville.
- Amanda Tanen (stagioni 1-4), interpretata da Becki Newton, doppiata da Ilaria Latini.
- Hilda Suarez (stagioni 1-4), interpretata da Ana Ortiz, doppiata da Francesca Fiorentini.
- Ignacio Suarez (stagioni 1-4), interpretato da Tony Plana, doppiato da Ennio Coltorti.
- Justin Suarez (stagioni 1-4), interpretato da Mark Indelicato, doppiato da Manuel Meli.
- Bradford Meade (stagioni 1-2), interpretato da Alan Dale, doppiato da Rodolfo Bianchi.
- Christina McKinney (stagioni 1-3; guest star stagione 4), interpretata da Ashley Jensen, doppiata da Barbara De Bortoli.
- Walter (stagione 1), interpretato da Kevin Sussman, doppiato da Francesco Venditti.
- Claire Meade (stagioni 1-4), interpretata da Judith Light, doppiata da Ludovica Modugno.
- Henry Grubstick (stagioni 1-2; guest star stagioni 3-4), interpretato da Christopher Gorham, doppiato da Leonardo Graziano.
- Alexis Meade (stagioni 1-3), interpretata da Rebecca Romijn, doppiata da Chiara Colizzi.
- Matt Hartley (stagione 4; ricorrente stagione 3), interpretato da Daniel Eric Gold.

## Home video
In Italia sono uscite tutte le quattro stagioni complete che sono distribuite da Buena Vista Home Entertainment.
- La prima stagione è composta da tutti i 23 episodi, per una durata di circa 16 ore ed è suddivisa in 6 dischi.
- La seconda stagione è composta da tutti i 18 episodi, per una durata di circa 12 ore ed è suddivisa in 5 dischi.
- La terza stagione è composta da tutti i 24 episodi, per una durata di circa 16 ore ed è suddivisa in 6 dischi.
- La quarta stagione è composta da tutti i 20 episodi, per una durata di circa 13 ore ed è suddivisa in 5 dischi.